# Миладин Шобић
Миладин Шобић (Никшић, 7. јануар 1956) југословенски и црногорски је музичар, композитор и текстописац. Активно се музиком бавио почетком осамдесетих година и убрзо стекао велику популарност.

## Биографија
Рођен је у Никшићу, тада НР Црна Гора, односно ФНРЈ. Ту је завршио средњу школу, у којој је почео да пише и компонује своје прве песме. Након средње школе одселио се у Дубровник, где је уписао Факултет за туризам.
У студентским данима је написао своје најпознатије песме. Године 1975. снимио је свој први сингл „To сам ja“/„Зазвони звоно“. Песма „То сам ја“ или „Соната“ је постала незванична студентска химна у Дубровнику 1975. године.
Годину дана касније на музичком фестивалу „Омладина '76.“ у Суботици освојио је друго место са песмом „Дај нам неба“. У сарадњи са клавијатуристом Габором Ленђелом и студијским музичарима, издао је два албума, „Ожиљак“ (Дискотон, 1981) и „Умјесто глупости“ (Дискотон, 1982), који је достигао платинасти тираж. Такође је снимио и трећи албум, „Барутана љубави“ који никад није објављен. Након смрти своје сестре, Шобић је престао да се бави музиком и повукао се из јавног живота.
Након тога, вратио се да живи у свој родни град, Никшић. Иако се причало о Шобићевом повратку, он се никада није вратио музици.
Почетком 2013. године Шобић је услед можданог удара примљен у никшићку хитну службу. Након указане помоћи хитно је пребачен на клинику за неурохирургију у Клинички центар Црне Горе, где је оперисан. Још увек се опоравља од последица можданог удара.
Шобић је те године добио и највеће признање Никшића, награду "18. септембар".
Почетком 2014. на компакт диску реиздати су његови албуми, а целокупан приход од продаје иде у фонд за његово лечење.
Добио је Тринаестојулску награду Републике Црне Горе за животно дело 2016. године.

## Дискографија

### Албуми
- Ожиљак (1981)
- Умјесто глупости (1982)
- Барутана љубави (никад издат)

### Сингл
- То сам ја/Зазвони звоно (1975)

### Остале песме
- Ашик Ајша / Ждребица
- Био сам једном новембар
- Болесно љето
- Десетка из другарства
- Док збори Тито
- Дај нам неба
- Ђон
- Извини што те волим
- Јутарња кафа
- Како да ти кажем то / Без тебе
- Кека
- Кишобран
- Крива си
- Млада Јела
- Мој дјед / Колибица
- Пјесма против рата / Од мајмуна ми нијесмо
- Пјесма за крај
- Против Сваког зла
- Пусте цесте
- Средњошколка
- Сутоморе
- Светионик
- Жана
- Kад би дошла Марија

## Фестивали
- 1975. Хит парада, београд - Зазвони звоно
- 1975. Омладина, Суботица - Пјесма једног усамљеника
- 1975. Омладина, Суботица - Од мајмуна ми нијесмо (Вече слободне форме)
- 1976. Омладина, Суботица - Дај нам неба, друга награда стручног жирија
- 1977. Загреб - Приче с планине
- 1978. Опатија - Жана (Вече слободних форми и шансоне), победничка песма
- 1980. Опатија - Није знала да сам пјесник (Ашик, Ајша), (Вече слободних форми и шансоне)
- 1980. Омладина, Суботица - Док збори Тито (Вече Песме о Титу)